# ينس كولدنغ
ينس كولدنغ (بالدنماركية: Jens Kolding)‏ هو لاعب كرة قدم ومدرب كرة قدم دنماركي في مركز الوسط، ولد في 12 يوليو 1952 في الدنمارك في مملكة الدنمارك. شارك مع منتخب الدنمارك تحت 21 سنة لكرة القدم ومنتخب الدنمارك لكرة القدم. أما مع النوادي، فقد لعب مع رودا كيركراده ونادي بروندبي.

## وصلات خارجية
- ينس كولدنغ على موقع قاعدة بيانات كرة القدم.إي يو (الإنجليزية)
- ينس كولدنغ على موقع ناشيونال فوتبول تيمز (الإنجليزية)